# ムマキル
ムマキル（Mûmakil）は、ファンタジー作家J・R・R・トールキンの作品世界中つ国に棲息する巨大な野生動物である。

## 概要
姿は現生または古代の象に似ているとされ、赤い目を持つともされる。高い耐久力も相まって群れでの突進は驚異的な破壊力を持つ。ホビットのビルボ・バギンズの記した「西境の赤表紙本」やその他の記録によると、ムマキルの完全な骨格が発見されたことは一度もなかったが、成獣の体高は15ｍから30ｍ以上（50～100フィート）にまで達したとされている。口元からは上向きや真正面などさまざまな方向に生えたものも含め、大小6本もの長大な象牙が生えている。その巨体とおとなしい性質から古来より南方の地にてハラドリムの民の騎乗・戦闘兵力として調教され、さまざまな形で中つ国の者々に知られてきた（ホビット族には、サムワイズ・ギャムジーら旅の仲間が視認するまではおとぎ話に登場する伝説的な存在のごとく思われていた）。大木や柱のように太い四肢は力強く、胴体だけで家や建物よりも大きく、帆のように大きな耳と小さな赤い目を持ち、長い鼻は大蛇のごとしとされ、さらに背中にはハラドリムらが竹やキャンバスなどでこさえたとされる櫓が載せられるなど戦場では圧倒的な威容を誇っていた。皮膚は分厚く生半可な攻撃ではびくともしないどころか殺すのはほとんど不可能とされ、最も勇敢な馬でさえ本能的な恐怖にとらわれ、その足元に近づくことすらできなかった。せいぜいできることは目を狙ったり混乱させる以外になかったのである。

## 呼称
ゴンドールの民によるムマキル（Mûmakil）またはムーマキルという呼称は複数形であり、単数形はムマーク（Mûmakまたはムーマクである。ホビット族には一般的にオリファント（Oliphaunt）＝じゅうと呼ばれていた。また、ホビット族はハラドリムのことを「ムマキルに乗る、太陽の国(Sunlands)出身の大きな人ら」の意をこめてスワート人（Swerting）と称した。

## 語源
古代ギリシャ語における Oliphaunt は象・象の牙・象牙（製品）・象牙から製作された楽器・角のように見える楽器などを指すOliphant の派生表記として見られ、中英語では olifantまたはolifauntを起源とする説がある。なお、現在の英語圏でも名字のひとつとして’Oliphant’が広く残り、今日のオランダ語にても象を指す語として「Olifant」がある。

## 自然史
元は南方のハラドの地に鬱蒼と広がるジャングルに生息していたとされる。第三紀以前の不特定の時期にハラドリムとの接触があったと思われる。中つ国のほとんどの生き物はこの巨象を恐れたとされ、その巨体の生み出す破壊力と威容は龍に匹敵し、ありとあらゆる不思議な力を持っているとまでも言われた。また、指輪戦争時に見られた個体らは十分に巨大で多大な戦力であったが、記述によると古代の彼らの祖先はこれらよりもはるかに巨大であったとされる。生物の弱小化と神性や魔性の消失は、神々の影響を受けなくなった第二紀以降の中つ国では普遍的な現象であるが、ムマキルらもその影響を受けたのかは定かではない。
なお、中つ国は現在の地球の在りし日の姿であるとされるが、ムマキルが現生の象族の祖先であったかは明らかにされていない。なお、旅の仲間による最初の目撃の時点では、調教器具からは血がしたたり落ち、象使いと思われるハラドリムの命令を無視し、攻城櫓を破壊し怒り狂いながら戦地へ向かわされていたと思わしき描写がなされており、この巨獣をハラドリムの民がどのように調教に成功したのか、またハラドリムの民における資産としてのムマキルの価値などは一切が不明となっている。

## 歴史
ハラドリムは第二紀以降よりヌメノール王国と敵対していたが、ムマキルの存在が正式に確認されたのは指輪戦争時である。原著での登場は『指輪物語』中のみである。「指輪戦争」末期の攻城戦、「ペレンノール野の合戦」において初めて確認され、このときはサウロン側の暗黒軍に組したハラドリムたちの移動要塞や攻城櫓の運搬力などとして機能した。この合戦に投入された多数のムマキル部隊は、ミナス・ティリスの防衛戦力に多大な被害を与えたとされるが、長時間の戦闘を経て攻略され全滅した。

## 映画版
ピーター・ジャクソン監督による実写映像作品『ロード・オブ・ザ・リングシリーズ』の最終作「王の帰還」の後半、原作でのミナス・ティリス防衛戦にあたる部分の場面にて複数のムマキルを操るハラドリムの部隊が登場した。このとき、ムマキル部隊以外のハラドリム（歩兵など）の参戦は確認されていない。また、防衛側の馬たちがムマキルを恐れて近づかないとする原著の描写も、演出の都合上無視された。
造形に関して、とくに牙など顔面はステゴテトラベロドンやゴンフォテリウム、デイノテリウムやステゴドン、ミエゾウやコロンビアマンモス（または松花江マンモスなど）、Palaeoloxodon科（ナウマンゾウなど）などのいくつかの古代象をかけ合わせ怪獣化したかのような独特な趣をかもし出している。目や耳はとても小さい。体長は21.3ｍ（70フィート）以上と設定されているが、体高や体重などその他の測定はなされていない。顔面から肩にかけて部族的な文様が施され、背上の櫓は映像作品以前に描かれた絵画よりも粗雑で凶々しいものとなっており、牙の間には鉄格子のような装備も施され、オリファント自体も凶暴に見える表情をしているなど、暗黒軍の戦力にふさわしい凶悪さが描かれている。
原著で語られる「ムマキル殺し」の方法としては、目への一撃が有効とされるが映画作品では描写されなかった。ただし、ムマキルが混乱することで形勢が逆転する描写は描かれている。また、原著では全滅したとされるペレンノール野合戦のムマキルたちであるが、映画では生存し逃げのびた個体も複数確認できる。

## その他
- サムワイズ・ギャムジーはムマキルについての一詩を残しており、『トム・ボンバディルの冒険』に「象」という名の詩として収録されている。
- オフィシャル・トランプ・カードゲームでは、体高は約10.7ｍ（35フィート）程度とされている。